# ユレ・バルコヴェツ
ユレ・バルコヴェツ（Jure Balkovec、1994年9月9日 - ）は、スロベニア・ノヴォ・メスト出身のサッカー選手。アランヤスポル所属。ポジションはDF。スロベニア代表。

## クラブ経歴
2010-11シーズン、NKベラ・クライナのトップチームの選手としてリーグ戦11試合に出場。その後、NKドムジャレや国内クラブへのレンタル移籍を経て、2018年1月8日、SSCバーリに移籍した。
2018年8月3日、エラス・ヴェローナFCに移籍し、3年契約を交わした。翌年8月8日、2019-20シーズンはエンポリFCにレンタル移籍されることが決定した。

## 代表経歴
2018年10月16日、UEFAネーションズリーグのキプロス代表戦にて、スロベニア代表デビューを果たした。
UEFA EURO 2024に選出